# ماهیچه‌های سر و گردن

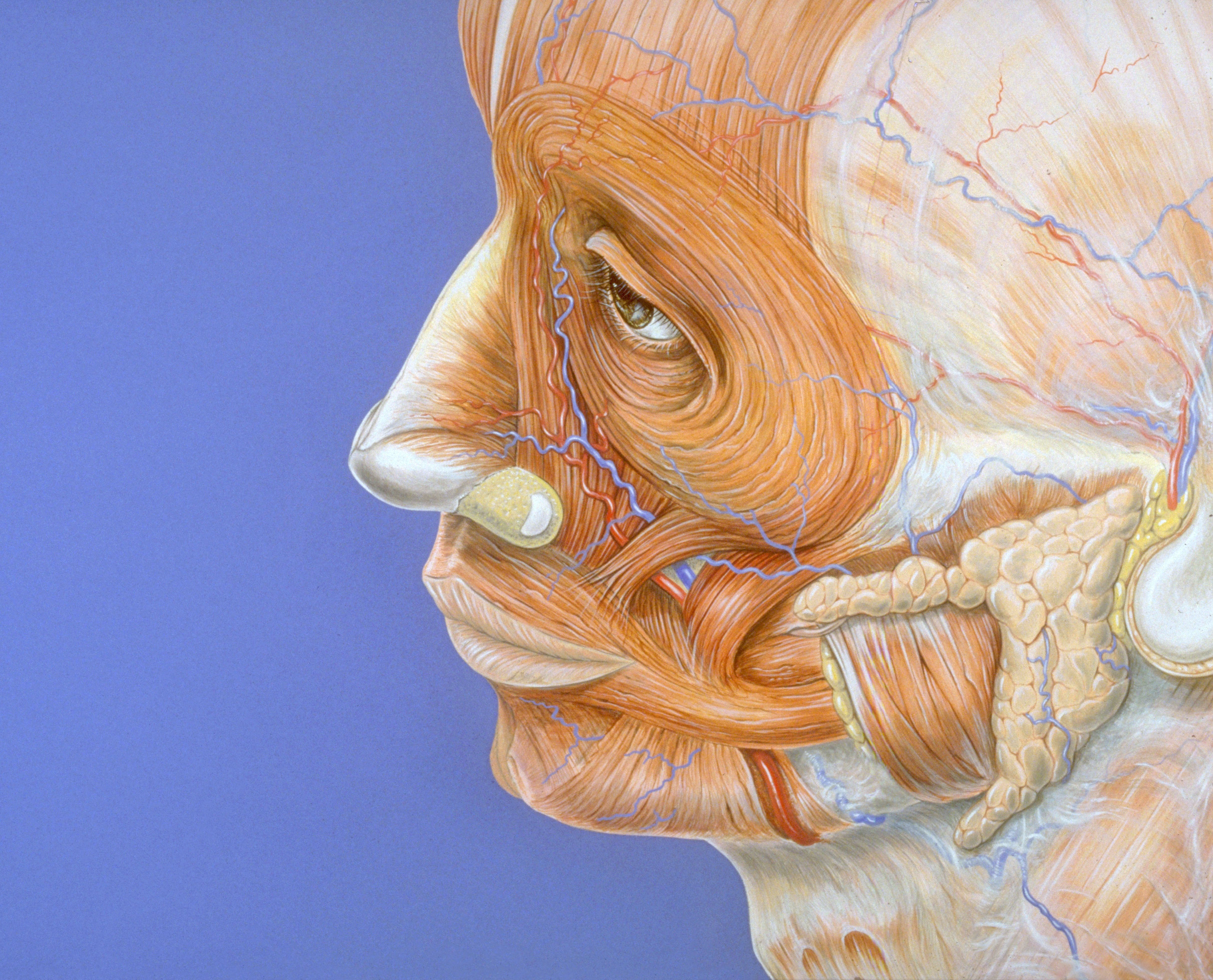
عضلات سر و صورت

- A) عضلات سر : در ناحیه سر عضله‌ای دو بطنی به نام اکسیپیتو فرونتال قرار دارد.

- B)عضلات صورت : بر حسب عملکرد به دو دسته تقسیم‌بندی می‌شوند.

1. عضلات حالت دهنده صورت (Mimetic or Expression): این عضلات در ایجاد حالات مختلف در چهره مانند اخم، خنده و دیگر حالات دخالت دارند.

- عضله حلقوی چشم (Orbicularis oculi)
- عضله بینی (Nasal muscle)
- عضله شیپوری (Buccinator)

۲ ـ عضلات جونده (Mastication): در عمل جویدن نقش دارند.
- عضله گیجگاهی
- عضله جونده
- عضله پتریگوئید داخلی
- عضله پتریگوئید خارجی

- C)عضلات گردن :
- عضله پلاتیسما
- عضله جناغی-چنبری-پستانی
- ماهیچه اسکالن
- ماهیچه میلوهیویید

- D)عضلات چشم
- عضلات داخلی چشم: عضلات مژگانی (سیلیر) – اسفنکتر مردمک و گشاد کننده مردمک
- عضلات خارجی چشم: چهار عضله راست – دو عضله مایل – عضله بالابرنده پلک فوقانی – عضلات حلقوی پلک
- E)عضلات زبان